# La Palma (Schiff, 1912)
Das Dampfschiff La Palma (IMO-Nr.: 5200899) ist ein im Hafen von Santa Cruz de Tenerife erhaltenes Museumsschiff.

## Geschichte
Der Bau der La Palma wurde von der Reederei Cia. de Vapores Correos Interinsulares Canarios aus Las Palmas, einer Tochtergesellschaft der britischen Reederei Elder Dempster, nach einer zweiten öffentlichen Ausschreibung zu Subventionen für den Verkehr zwischen den Kanarischen Inseln, in Auftrag gegeben. Gebaut wurde das Schiff 1912 bei der Werft W. Harkess & Son in Middlesbrough. Nach dem Stapellauf am 3. Februar 1912 folgte am 10. April des Jahres die Fertigstellung. Am 16. April wurde das Schiff in Fahrt gesetzt und verkehrte nach der Überführung ab Sommer 1912 überwiegend auf küstennahen Routen zwischen den Kanarischen Inseln, unternahm aber auch vereinzelte Reisen zum damaligen Spanisch-Westafrika.
Im Jahr 1931 wurde die La Palma erstmals verkauft. Die staatliche spanische Schifffahrtsgesellschaft Compañía Trasmediterránea erwarb die Flotte der "Correillos", damit auch die La Palma und setzte das Schiff danach weiterhin im angestammten Inseldienst ein. Nach einem Kesselschaden wurde das Schiff am 17. März 1976 schließlich außer Dienst gestellt und im darauffolgenden November an ein Mitglied der deutschen Industriellenfamilie Flick veräußert, um als schwimmendes Clubhaus zu dienen. Im Jahr 1986 ging die La Palma an eine Interessengemeinschaft, die das Schiff restaurieren wollte. Nach zahlreichen Schwierigkeiten war das Schiff zum 100-jährigen Jubiläum weitestgehend wiederhergestellt.

## Technik
Der Rumpf des Schiffes ist genietet, die Aufbauten, die bis zu 190 Passagieren, 1973 laut Zulassung bis 266, Platz boten, sind mittschiffs angeordnet. Sie wurden im Lauf des Betriebs mehrfach modernisiert und umgebaut. Die beiden vorn liegenden Laderäume und ein dritter, achtern befindlicher Stauraum  werden mit herkömmlichen Scherstöcken, hölzernen Lukendeckeln und Persenningen seefest verschlossen. Das Ladegeschirr besteht aus Ladebäumen.
Angetrieben wird das Schiff von einer bei MacColl & Pollock in Sunderland gebauten Dreizylinder-Dreifachexpansions-Kolbendampfmaschine mit 700 PS Leistung. Bis 1951 wurden die beiden Dampfkessel mit Kohle befeuert und danach auf Schwerölfeuerung umgestellt.